# Нордеркерк
Нордеркерк (нидерл. Noorderkerk), или Северная церковь — протестантская церковь XVII века в Амстердаме, столице Нидерландов.

## История и описание
Церковь была построена в 1620 — 1623 годах для обслуживания религиозных нужд нового района Йордан. В Йордан уже была церковь Вестеркерк, но городские власти решили, что вторая церковь должна быть построена, чтобы обслуживать северную часть города. Нордеркерк стал храмом для представителей низкого сословия, в то время как Вестеркерк был храмом для представителей среднего и высшего сословий.
Архитектором здания были Хендрик де Кейзер, после смерти которого в 1621 году строительство церкви завершил его сын Питер де Кейзер. Колокольня была построена в 1621 году.
Храм имеет форму греческого креста с небольшой башней в центре. В интерьере доминируют большие колонны с тосканским ордером.
Церковь реставрировалась в 1993 — 1998 годах. Небольшая башня была восстановлена в 2003 — 2004 годах. Орган, построенный в 1849 году, был отремонтирован в 2005 году. Храм действует до сих пор. Принадлежит Нидерландской реформатской церкви. В стенах здания регулярно проходят концерты классической музыки.
Нордеркерк находится близ канала Принсенграхт, на площади Нордермаркт, где регулярно проводятся ярмарки. В 1941 году на  площади перед храмом состоялся Февральский митинг, против репрессий евреев и антисемитской политики нацистов. В память об этом событии на южной стороне церкви установлена мемориальная доска.